# МіГ-31
МіГ-31 (за кодифікацією НАТО: Foxhound — «фоксгаунд; лисячий гончак», рос. «МиГ-31») — радянський двомісний надзвуковий всепогодний винищувач-перехоплювач дальньої дії. Є модернізованим варіантом радянського одномісного винищувача 1970-х років МіГ-25.

## Історія створення
Розробка і прийняття на озброєння у США стратегічних крилатих ракет поставило на порядок денний питання про створення в СРСР наступника літака Ту-128 — баражуючого перехоплювача, здатного боротися з новою загрозою. Концепція, відповідно до якої велося проєктування перехоплювача, багато в чому була безпрецедентною для радянської авіації. Наголос робився на автономне виконання бойового завдання, в той час, як всі попередні перехоплювачі ВПС Радянського Союзу працювали в найтіснішій взаємодії з наземними пунктами наведення, аж до виконання перехоплення в повністю автоматичному режимі за командами з КП.
Постановою Ради міністрів СРСР від 6 травня 1981 року винищувач-перехоплювач МіГ-31 з РЛС РП-31 та ракетами Р-33 був прийнятий на озброєння. Серійне виробництво розпочато у 1979 році.

### Концептуальні варіанти
Дослідження в рамках програми розробки важкого баражуючого перехоплювача, здатного виявляти та уражати цілі на фоні земної поверхні в діапазоні висот від 100 м до 30 км почалися в ОКБ Мікояна в середині 60-х років.
Перехоплювач отримав в ОКБ позначення Е-155МП. Роботи велися в декількох напрямках, але в основі всіх проєктів брався фюзеляж і повітрозабірники МіГ-25, екіпаж налічував двох людей — льотчика і штурмана-оператора.
Один з проєктів поєднував у собі фюзеляж зі збільшеними в розмірах хвостовим оперенням і крилами змінної стріловидності від МіГ-23. Проєкт під шифром виріб «518-55» являв собою МіГ-25 у двомісному варіанті з розташуванням членів екіпажу тандемом і новим трапецієподібним крилом, що мають розвинені напливи в кореневій частині.
З метою поліпшення прохідності по слабко підготовлених аеродромах (аеродромах II класу) в обох проєктах передбачалося застосування нового шасі — з чотириколісними основними опорами на гібриді МіГ-23/25 і двоколісними — на «518-55». Найбільш екзотичним був проєкт Е-158 — 30-тонна безхвістка меншого розміру, ніж МіГ-25, з дельтоподібним крилом за типом «Діалогу».
Перехоплювач МіГ-25МП, який одержав світову популярність під позначенням МіГ-31, через зовнішню подібність може видатися розвитком МіГ-25, проте це абсолютно нова машина. Нова з погляду філософії бойового застосування, аеродинаміки, двигунів, складу бортового обладнання. Цей перехоплювач не отримав повною мірою належної популярності, залишаючись у тіні МіГ-29 і, особливо Су-27, проте він, як мінімум, є не менш важливим.

## Призначення
Перспективний літак створювався, перш за все, для прикриття території СРСР від удару крилатими ракетами з боку Арктики, де не існувало суцільного радіолокаційного поля.
Під час повномасштабного російського вторгнення з 2022 року Росія часто використовує МіГ-31К (пускова платформа аеробалістичних ракет «Кинджал») як інструмент терору задля залякування населення України та провокування продовжних тривог, які тимчасово паралізовували частину території України через ризик ракетного удару.

## Конструкція літака
Літак виконаний за нормальною аеродинамічною схемою і являє собою високоплан з тонким крилом малого подовження, суцільноповоротним стабілізатором, двокілевим вертикальним оперенням і шасі, що прибираються в польоті. Планер літака суцільнометалевої конструкції, 50 % маси якої складають високоміцні сталі, а 16 % — титанові сплави. Екіпаж літака складається з пілота та штурмана-оператора.

### Крило
Крило — помірної стрілоподібності, трапецієподібної форми в плані з невеликим кореневим напливом. Кут стрілоподібності по передній кромці крила — 41°, напливу — 70,5°. Подовження крила — 2,94; звуження — 3,1. Кут його поперечного «V» дорівнює -5°, кут установки — 0°. Крило набрано з тонких швидкісних аеродинамічних профілів з гострим носком. У кореневій зоні застосований профіль ЦАГІ П44М з відносною товщиною 3,7 %; в середніх і кінцевих перетинах — профілі ЦАГІ П101М, змінної товщини від 4,1 % до 4,48 %, відповідно. Консолі крила — трьохлонжеронні, кесонного типу, виготовлені зі сталей ВНС-2 і ВНС-5, титанових сплавів 0Т4-1 і ВТ-20. У кожній з них є два паливних баки-відсіки. Консоль оснащена чотирьохсекційним відхильним носком, двосекційним щілинним закрилком і двосекційним елероном. Конструкція закрилка та елерона — тришарова зі стільниковим заповнювачем. Кути відхилення носка — 13°, закрилку — 30°, елерона +/-20°. У режимі «зависання» закрилки та елерони відхиляються на 5°. Сумарна площа закрилків літака — 5,8 м². На верхній поверхні крила на 50 % його розмаху встановлені аеродинамічні гребені, а на нижній поверхні є вузли кріплення чотирьох пілонів.

### Хвостове оперення
Хвостове оперення клепаної конструкції, виготовлено, в основному, з алюмінієвих сплавів. Горизонтальне оперення суцільноповоротне. Кут його стрілоподібності по передній кромці — 50,4°; кут поперечного «V» — 1,4°. Сумарна площа консолей стабілізатора — 9,82 м². Носки стабілізатора виконані з титанового сплаву. Вертикальне оперення двокілеве загальною площею 15,6 м². Кілі встановлені під кутом +8° до площини симетрії літака та оснащені кермами напрямку. Кут стрілоподібності кіля по передній кромці — 54°. Конструкція кілей трьохлонжеронна, кесонного типу. Кесони є паливними баками-відсіками. На нижній поверхні фюзеляжу встановлено два підфюзеляжних гребеня. Кут їх розвалу має 24°. Передні секції цих гребенів, кінцівки обох кілей і носок лівого кіля виконані з радіопрозорого матеріалу. В них вмонтовані антени радіообладнання.

### Шасі
Основні опори шасі мають незвичну схему: переднє колесо на кожному візку зсунуте всередину від поздовжньої осі основної опори, а заднє — назовні. Така конфігурація покращує прохідність на ґрунтових і льодових аеродромах, оскільки кожне колесо має свою лінію шляху, а не торує колію. Об'єми під каналами повітрозабірників дозволяють розмістити основні опори шасі в прибраному положенні, причому передні щитки ніш шасі можуть використовуватися в ролі повітряних гальм. Двоколісна передня опора забирається, на відміну від носової опори МіГ-25, назад.

### Конструктивні матеріали
Змінилося співвідношення конструкційних матеріалів в планері літака, вироби зі сталі на Е-155МП становили 50 % маси конструкції, з титану — 16 %, з алюмінієвих сплавів — 33 %, водночас композити, як і раніше, використовуються вкрай обмежено.

### Двигуни
Двигуни Д-30Ф6 (1979 р.) були розроблені на основі цивільного Д-30 від Ту-134 (1967 р.), з форсажною камерою та соплом, двигун модульний; коефіцієнт двоконтурності 0,57.
У двигуні застосовані сплави титану, нікелю та сталі. Суха маса двигуна – 2416 кг.
Повітрозабірники двигунів — бокові, збільшеного, в порівнянні з МіГ-25, перерізом; кількість повітря, що надходить до двигунів, регулюється нижніми стулками і верхнім горизонтальним клином автоматично в залежності від висоти і швидкості польоту.

### Кабіна

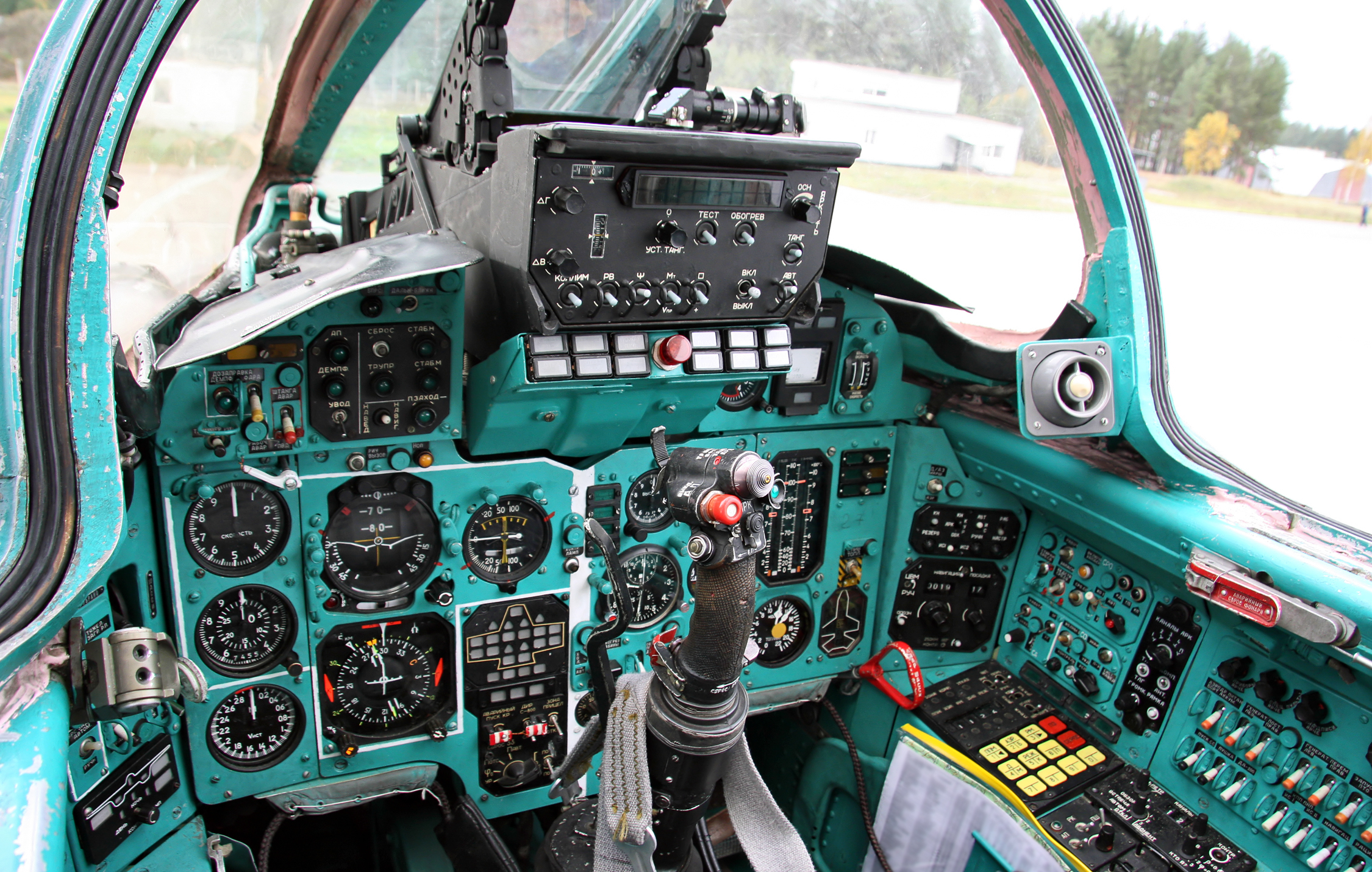
Кабіна переднього сидіння МіГ-31

Літак є двомісним, при цьому радари контролює штурман-оператор на задньому сидінні. Хоча елементи керування в кабінах дублюються, зазвичай літаком керують лише з переднього сидіння. Пілот керує літаком за допомогою центрального штурвалу та ліворуч розташованих ручок газу. У задній кабіні є лише два маленькі оглядові вікна з боків купола. Присутність штурмана-оператора у задній кабіні підвищує ефективність літака, оскільки оператор повністю зосереджений на роботі з радаром та використанні зброї, що знижує навантаження на пілота і підвищує ефективність. Обидві кабіни оснащені катапультними сидіннями типу «нуль — нуль», які дозволяють екіпажу катапультуватися на будь-якій висоті та швидкості.

## Модифікації
- МиГ-31Б — Серійна модифікація МіГ-31, оснащена системою дозаправлення у повітрі; надійшов на озброєння в 1990 році.
- МиГ-31БС — МіГ-31, модернізований до рівня МіГ-31Б, без штанги дозаправлення в повітрі.
- МиГ-31БСМ — Модернізація МіГ-31БС 2014 року без штанги дозаправлення у повітрі.
- МиГ-31БМ — Модернізація 1998 року, сучасна версія МіГ-31 для ВПС Росії. Модернізовані літаки отримали нову систему керування озброєнням і БРЛС, що дозволяє виявляти цілі на дальності до 320 кілометрів і одночасно супроводжувати до десяти повітряних цілей.
- МиГ-31Д — Експериментальна модифікація, здатна нести протисупутникову ракету 79М6 «Контакт». Серійно не вироблявся.
- МиГ-31ДЗ — Серійний винищувач-перехоплювач, обладнаний системою дозаправлення у повітрі. Устаткування РЕО (РЛС) не підлягає модернізації до виробу БМ. Після модернізації індекс ДЗ не змінюється, обладнання залишається незмінним.
- МиГ-31И — Літак призначений для повітряного старту невеликих космічних апаратів масою 120–160 кг на орбіти 600–300 км.
- МиГ-31ЛЛ — Літаюча лабораторія у Жуковському.
- МиГ-31М — Модернізація 1993 року з посиленими озброєнням, РЛС, БРЕО; мав характерну «округлу назовні» форму кореневих напливів. Серійно не вироблявся.
- МиГ-31Ф — Багатоцільовий фронтовий винищувач, призначений також для атак наземних цілей (проєкт принципово нового літака).
- МиГ-31ФЭ — Експортний варіант літака МіГ-31БМ. Серійно не вироблявся.
- МиГ-31Э — Експортний варіант зі спрощеним БРЕО. Серійно не вироблявся.
- Миг-31К — модифікація з можливістю підвісу аеробалістичної ракети «Кинджал»
- МиГ-31И — пускова платформа ракет «Кинджал», головна відмінність від МиГ-31К полягає у наявності цифрової системи управління, що у автоматичному режимі без участі пілота виводить літак на потрібну траєкторію та у точно розрахований момент запускає ракету[7].

## Тактико-технічні характеристики
Наведені характеристики відповідають модифікації МіГ-31.
Джерела даних: Great Book of Modern Warplanes, Mikoyan, Combat Aircraft since 1945, airforce-technology.com, deagel.com

### Технічні характеристики

Схема МіГ-31 в 3 проекціях

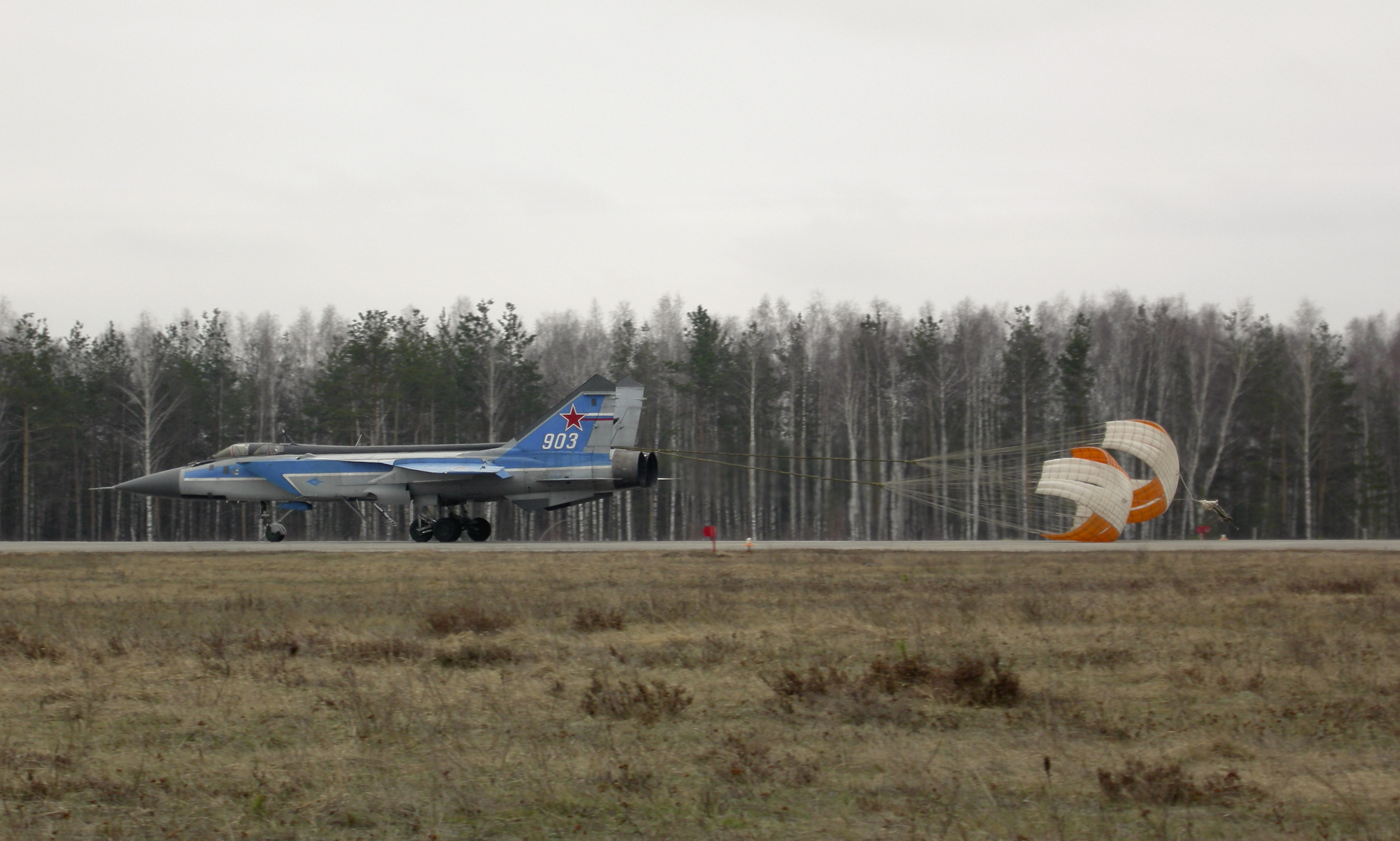
МіГ-31 приземляється з розгорнутим гальмівним парашутом

- Екіпаж: 2 (пілот та штурман-оператор)
- Довжина: 22,62 м
- Розмах крила: 13,45 м²
- Висота: 6,45 м
- Площа крила: 61,62 м²
- База шасі: 7,11 м
- Колія шасі: 3,64 м
- Маса порожнього: 21 820 кг
- Нормальна злітна маса: 39 150 кг
- Максимальна злітна маса: 46 200 кг
- Маса палива у внутрішніх баках: 16 100 кг
- Об'єм паливних баків: 21 890 л
- Силова установка: 2 × ТРДДФ Д-30Ф6
  - Безфорсажна тяга: 2 × 9 500 кгс, 93 кН
  - Форсажна тяга: 2 × 15 500 кгс, 152 кН

### Льотні характеристики
- Максимальна швидкість:
  - на великій висоті (більше 12 000 м): 3000 км/год
  - на малій висоті (200 м): 1500 км/год
  - крейсерська швидкість: 2500 км/год
- Бойовий радіус: 
  - на висоті 10000 м, при M=0,8: 1450 км
  - на висоті 18000 м, при М=2,35: 720 км
- Перегінний радіус: 5400 км (з 2 × ППБ та однією дозоправкою в повітрі)
- Практична стеля: 22 500 м
- Динамічна стеля: до 30 000 м
- Швидкопідйомність: 288 м/с
- Навантаження на крило: 665 кг/м²
- Тягооснащеність: 0,85
- Максимальне експлуатаційне перевантаження: +5 g

### Озброєння
- Стрілецько-гарматне: 1×23 мм шестиствольна роторна гармата ГШ-6-23М, 800 сн.
- Точки підвісу: 8
- Бойове навантаження: 5 000 кг
- Керовані ракети:
  - ракети «повітря — повітря»: 
    - 4 × Х-58Е
    - 2 × Р-40
    - 4 × Р-60МК
    - 4 × Р-73
    - 4 × Р-37М (для МіГ-31БМ)
    - 4 × Р-77М (для МіГ-31БМ)

  - ракети «повітря — поверхня»:
    - 4 × Х-58
    - 1 × Х-47М2 «Кинджал»

### Авіоніка
- РЛС: БРЛС-8Б «Заслон»

## Бойове застосування

### Повномасштабне російське вторгнення в Україну 2022 року
Під час російського вторгнення в Україну у 2022 році повідомлялося, що літаки МіГ-31 збили кілька українських літаків, здебільшого використовуючи ракети класу «повітря — повітря» великої дальності Р-37. Завдяки підтримці високої швидкості та висоти, МіГ-31 діяли практично безперешкодно, оскільки українські винищувачі не мали достатньої дальності, швидкості або висоти, щоб вступити в бій з МіГ-31.
У середині березня 2022 року російські військові застосували ракету «Кинджал», ймовірно, з МіГ-31К, по складу боєприпасів на заході України, що стало першим бойовим застосуванням даного комплексу.
Рано вранці 4 травня 2023 року ракету Х-47М2 «Кинджал» було перехоплено системою ППО MIM-104 Patriot, як повідомив командувач Повітряних сил України, генерал Микола Олещук. Ракета була випущена з МіГ-31К у повітряному просторі Росії. Україна підтвердила перехоплення, заявивши, що використала систему Patriot для захисту Київської області.
15 травня 2024 року російські окупаційні посадовці в Криму заявили, що ракетна атака спричинила вибухи та пожежі поблизу авіабази Бельбек. Деякі ракети (ймовірно, ATACMS) влучили в об'єкти, скинувши касетні боєприпаси на авіабазу, і згідно з фотодоказами та супутниковими знімками, було знищено щонайменше дві російські системи ППО, ймовірно, знищено два МіГ-31, знищено паливний склад і пошкоджено один Су-27.

## Оператори
- Росія — 144 МіГ-31 (111 МіГ-31БМ, близько 24 МіГ-31К та 9 МіГ-31Б/БС), станом на 2025 рік. А за даними FlightGlobal на озброєнні РФ перебуває 128 МіГ-31 всіх модифікацій, станом на 2025 рік[20]
  - ВПС РФ — 102 МіГ-31БМ і близько 24 МіГ-31К, станом на 2025 рік[21]
  - Морська авіація ВМФ РФ — 9 МіГ-31Б/БС та 9 МіГ-31БМ, станом на 2025 рік[22]
- Казахстан
  - Повітряні сили Казахстану — 31 МіГ-31Б/БМ, станом на 2024 рік (всі літаки на зберіганні, виставлені на продаж)[23]

### Росія
Ескадрилья МіГ-31БМ була розміщена на авіабазі Рогачово на Новій Землі. У березні 2021 року вперше літаки МіГ-31БМ морської авіації Тихоокеанського флоту здійснили обліт над Північним полюсом. Під час перельоту було здійснено дозаправлення в повітрі. Під час повномасштабного вторгнення МіГ-31К застосовувався для ударів по Україні ракетами повітряного базування «Кинджал». Ймовірно, з цього літака було запущено ракету, якою вдарили 20 березня 2022 року по київському торговельному центру. 19 жовтня 2022 року стало відомо, що російська армію перекинула до Білорусі три МіГ-31К. 20 жовтня вони були виявлені в білоруському повітряному просторі, але пуски «Кинджалів» не здійснили.

## Аварії і катастрофи
| дата                                                                                                | дата       | приналежність  | місце                   | жертви     | подробиці                                                                        |
| --------------------------------------------------------------------------------------------------- | ---------- | -------------- | ----------------------- | ---------- | -------------------------------------------------------------------------------- |
| 1                                                                                                   | 20.09.1979 | ВПС СРСР       | Астраханська область    | —          | літак знищено внаслідок технічної несправності, пілоти катапультувалися          |
| 2                                                                                                   | 22.10.1979 | ВПС СРСР       | Горьківська область     | —          | літак знищено внаслідок технічної несправності, пілоти катапультувалися          |
| 3                                                                                                   | 04.04.1984 | ВПС СРСР       | Московська область      | 2 загиблих | літак знищено внаслідок технічної несправності                                   |
| 4                                                                                                   | 20.12.1988 | ВПС СРСР       | Семипалатинська область | 2 загиблих | літак знищено внаслідок технічної несправності                                   |
| 5                                                                                                   | 11.01.1989 | ВПС СРСР       | Ленінградська область   | 2 загиблих | літак знищено внаслідок технічної несправності, пілоти загинули у госпіталі      |
| 6                                                                                                   | II 1990    | ВПС СРСР       | Семипалатинська область | —          | зіткнення двох МіГ-31, подробиці не встановлено                                  |
| 7                                                                                                   | II 1990    | ВПС СРСР       | Семипалатинська область | —          | зіткнення двох МіГ-31, подробиці не встановлено                                  |
| 8                                                                                                   | 08.02.1990 | ВПС СРСР       | Архангельська область   | —          | літак пошкоджено внаслідок технічної несправності, списаний                      |
| 9                                                                                                   | 17.04.1990 | ВПС СРСР       | Сахалінська область     | —          | літак знищено внаслідок технічної несправності, пілоти катапультувалися          |
| 10                                                                                                  | VIII 1990  | ВПС СРСР       | Карагандинська область  | 1 загиблий | літак помилково збитий ракетою, один пілот катапультувався                       |
| 11                                                                                                  | 26.09.1990 | ВПС СРСР       | Мурманська область      | 2 загиблих | помилка екіпажу                                                                  |
| 12                                                                                                  | 13.03.1991 | ВПС СРСР       | Красноярський край      | 2 загиблих | літак вибухнув у повітрі                                                         |
| 13                                                                                                  | 09.08.1991 | ВПС СРСР       | Астраханська область    | —          | літак знищено внаслідок технічної несправності, пілоти катапультувалися          |
| 14                                                                                                  | 30.09.1991 | ВПС СРСР       | Нижньогородська область | 1 загиблий | помилка екіпажу                                                                  |
| 15                                                                                                  | 18.10.1991 | ВПС СРСР       | Тверська область        | —          | літак знищено внаслідок технічної несправності, пілоти катапультувалися          |
| 16                                                                                                  | 31.10.1991 | ВПС СРСР       | Нижньогородська область | —          | помилка екіпажу                                                                  |
| |            |                |                         |            |                                                                                  |
| 17                                                                                                  | 10.01.1992 | ВПС СРСР       | Камчатський край        | 1 загиблий | помилка екіпажу                                                                  |
| 18                                                                                                  | 26.10.1992 | ВПС Росії      | Калінінградська область | —          | технічна несправність                                                            |
| 19                                                                                                  | 10.03.1993 | ВПС Росії      | Камчатський край        | —          | технічна несправність                                                            |
| 20                                                                                                  | 01.06.1993 | ВПС Росії      | не встановлено          | —          | технічна насправність                                                            |
| 21                                                                                                  | 31.05.1995 | ВПС Росії      | Сахалінська область     | —          | технічна несправність                                                            |
| 22                                                                                                  | 06.09.1995 | ВПС Росії      | Біле море               | —          | технічна несправність                                                            |
| 23                                                                                                  | 12.07.1996 | ВПС Росії      | Хабаровський край       | 1 загиблий | помилка екіпажу                                                                  |
| 24                                                                                                  | 16.07.1996 | ВПС Росії      | Тверська область        | 3 загиблих | помилка екіпажу                                                                  |
| 25                                                                                                  | 15.08.1996 | ВПС Росії      | Хабаровський край       | 1 загиблий | помилка екіпажу                                                                  |
| 26                                                                                                  | 15.01.1997 | ВПС Росії      | Архангелька область     | 2 загиблих | МіГ-31Б знищено внаслідок технічної несправності                                 |
| 27                                                                                                  | 26.09.1997 | ВПС Росії      | Тверська область        | —          | МіГ-31 знищено внаслідок технічної несправності                                  |
| 28                                                                                                  | 06.04.2000 | ВПС Росії      | Архангельська область   | 1 загиблий | помилка екіпажу                                                                  |
| 29                                                                                                  | 28.02.2001 | ВПС Росії      | Мурманська область      | —          | технічна несправність                                                            |
| 30                                                                                                  | 14.10.2003 | ВПС Росії      | Тверська область        | —          | технічна несправність                                                            |
| 31                                                                                                  | 01.06.2005 | ВПС Росії      | Тверська область        | —          | технічна несправність                                                            |
| 32                                                                                                  | 17.02.2007 | ВПС Казахстану | Карагандинська область  | 2 загиблих | літак знищено внаслідок технічної несправності під час навчального польоту       |
| 33                                                                                                  | 19.11.2010 | ВПС Росії      | Пермський край          | —          | МіГ-31 (б/н «18 синій») 6977-ї авіабази, пілоти катапультувалися                 |
| 34                                                                                                  | 06.09.2011 | ВПС Росії      | Пермський край          | 2 загиблих | МіГ-31 (б/н «11 синій») 2-ї авіагрупи 6980-ї авіабази                            |
| 35                                                                                                  | 23.04.2013 | ВПС Казахстану | Карагандинська область  | 1 загиблий | літак знищено внаслідок технічної несправності, один пілот катапультувався       |
| 36                                                                                                  | 14.12.2013 | ВПС Росії      | Приморський край        | —          | МіГ-31ДЗ впав у через технічну несправність, пілоти катапультувалися             |
| |            |                |                         |            |                                                                                  |
| 37                                                                                                  | 04.09.2014 | ВПС Росії      | Краснодарський край     | —          | знищено МіГ-31БМ 6979-ї авіабази, пілоти катапультувалися                        |
| 38                                                                                                  | 30.10.2015 | ПКС Росії      | Камчатський край        | —          | літак знищено, пілоти катапультувалися                                           |
| 39                                                                                                  | 25.01.2016 | ПКС Росії      | Красноярський край      | —          | МіГ-31БМ знищено, пілоти катапультувалися                                        |
| 40                                                                                                  | 26.04.2017 | ПКС Росії      | Бурятія                 | —          | літак знищено, пілоти катапультувалися                                           |
| 41                                                                                                  | 18.05.2018 | ПКС Росії      | Пермський край          | —          | літак загорівся при зльоті                                                       |
| 42                                                                                                  | 19.09.2018 | ПКС Росії      | Нижньогородська область | —          | МіГ-31БМ знищено, пілоти катапультувалися                                        |
| 43                                                                                                  | 16.04.2020 | ВПС Казахстану | Карагандинська область  | —          | під час виконання планового польоту упав МіГ-31, без жертв                       |
| 44                                                                                                  | 26.05.2020 | ПКС Росії      | Тверська область        | —          | літак згорів на авіабазі Хотилово, без жертв                                     |
| 45                                                                                                  | 29.01.2022 | ПКС Росії      | Новгородська область    | —          | літак викотився за межі злітно-посадкової смуги та розвалився                    |
| |            |                |                         |            |                                                                                  |
| 46                                                                                                  | 08.04.2022 | ПКС Росії      | Ленінградська область   | —          | літак знищено, пілоти катапультувалися                                           |
| 47                                                                                                  | 01.10.2022 | ПКС Росії      | Севастополь             | 1 загиблий | літак викотився за межі злітно-посадкової смуги та вибухнув, штурман вижив       |
| 48                                                                                                  | 02.12.2022 | ПКС Росії      | Приморський край        | —          | літак знищено під час тренувального польоту, пілоти катапультувалися             |
| 49                                                                                                  | 26.04.2023 | ПКС Росії      | Мурманська область      | —          | літак знищено, пілоти катапультувалися                                           |
| 50                                                                                                  | 04.07.2023 | ПКС Росії      | Камчатський край        | 2 загиблих | літак знищено під час тренувального польоту                                      |
| 51                                                                                                  | 15.05.2024 | ПКС Росії      | Севастополь             | —          | в ході ракетної атаки на аеродром «Бельбек» було знищено два літаки МіГ-31       |
| 52                                                                                                  | 15.05.2024 | ПКС Росії      | Севастополь             | —          | в ході ракетної атаки на аеродром «Бельбек» було знищено два літаки МіГ-31       |
| 13/16.08.2024 заява про знищення літака МіГ-31К/И та пошкодження ще шести на аеродромі «Саваслейка» |            |                |                         |            |                                                                                  |
| 53                                                                                                  | 09.06.2025 | ПКС Росії      | Нижньогородська область | —          | літак МіГ-31К знищено на стоянці аеродрому «Саваслейка» в результаті удару БПЛА. |